# Sturisomatichthys aureus
Sturisomatichthys aureus (Стурізома золотава) — вид риб з роду Sturisomatichthys родини Лорікарієві ряду сомоподібні. Інша назва «колумбійська стурізома».

## Опис
Загальна довжина сягає 20 см. Голова трикутної форми. Морда витягнута. Губи товсті. Рот являє собою присоску. Зуби у вигляді ложки, що дозволяє зішкрібати водорості з поверхні. Тулуб короткий і стрункий. Хвостове стебло довге, голкоподібне. Спинний плавець дуже високий, з короткою основою, серпоподібний. Жировий плавець відсутній. Грудні плавці довгі, серпоподібні. Черевні плавці невеличкі, широкі, кінчики округлі або зрізані. Анальний плавець витягнутий донизу, з короткою основою. Хвостовий плавець розділений, кінчики лопатей становлять собою довгі промені-нитки.
Забарвлення оливково-золотаве з 2 широкими смугами з боків чорного кольору. Смуги починаються від кінчика морди до основи хвоста. Позаду першого проміння спинного плавця проходять чорні горизонтальні смуги. Уздовж тулуба і хвостового стебла почергово йдуть смуги оливкового та темно-коричневого кольорів. Черево світліше за загальний фон.

## Спосіб життя
Воліє до чистої води, сильно насиченої киснем. Зустрічається у річках зі швидкою течією та з тінистими зонами, з кам'янистим дном. Активний уночі. Живиться водоростевими обростаннями, а також дрібними водними організмами.
Статева зрілість настає у 1,5-2 роки. Самиця відкладає ікру на поверхні. Самець охороняє кладку. Мальки зростають нерівномірно.

## Розповсюдження
Мешкає у басейнах річок Магдалени, Сан-Жорже, Чезар.